# Jean-Luc Deganis
Jean-Luc Deganis (Moyeuvre-Grande, 10 marzo 1959) è un ex cestista francese.

## Carriera
Con la Francia ha disputato i Giochi olimpici di Los Angeles 1984, i Campionati mondiali del 1986 e due edizioni dei Campionati europei (1981, 1987).

## Palmarès
- Campionato francese: 1

CSP Limoges: 1982-83
- Coppa Korać: 2

CSP Limoges: 1981-82, 1982-83